# Paul d'Albert de Luynes
Pour les articles homonymes, voir d'Albert.
Paul d'Albert de Luynes (connu sous le nom de cardinal de Luynes), né à Versailles le 5 janvier 1703 et mort à Paris le 21 janvier 1788, est un prélat et homme de cour du royaume de France du XVIIIe siècle.
Il est d'abord militaire (colonel à 16 ans), puis évêque de Bayeux à 26 ans. En 1753, il est nommé archevêque de Sens, Primat des Gaules, et de Germanie, puis cardinal en 1756, commandeur de l'ordre du Saint-Esprit, membre de l'Académie française, etc.
Passionné de sciences, il a laissé des travaux intéressants et a favorisé et protégé l'Académie dont il deviendra membre honoraire.

## Biographie

### Famille
Il est le deuxième fils de Honoré-Charles d'Albert de Luynes, duc de Montfort (1669-1704) (qui, bien qu'aîné, ne devint pas duc de Luynes car étant mort avant son père) et de Marie Anne Jeanne de Courcillon († 1718). 
Il est le petit-fils de Charles-Honoré d'Albert de Luynes (1646-1712), 3e duc de Luynes, et l'arrière-arrière-petit-fils du 1er duc de Luynes, favori de Louis XIII.

### Carrière militaire
Initialement connu sous les titres de comte de Monfort (son père étant connu sous le titre de duc de Montfort) et de comte d'Albert, il se destinait au métier des armes. Il devient ainsi colonel d'un régiment d'infanterie à son nom le 6 mars 1719 (à l'âge de 16 ans) mais, gravement insulté par un officier, il refuse de se battre en duel et choisit d'épouser une carrière ecclésiastique. 
Il quitte alors l'armée en 1721 à l'âge de 18 ans. Six ans plus tard, il est nommé abbé commendataire de l'abbaye bénédictine de Cerisy (à Cerisy-la-Forêt, près de Saint-Lô dans la Manche).

### L'homme d'Église
A l'âge de 26 ans, il devient évêque de Bayeux (1729-1753), puis à 50 ans archevêque de Sens (1753-1788). À l'âge de 53 ans, lors du consistoire du 5 avril 1756, il est créé cardinal, sur présentation du roi Jacques II d'Angleterre. Accessoirement, il devient abbé commendataire de l'abbaye de Corbie au diocèse d'Amiens de 1755 à 1788. En 1769 il est l'un des deux Cardinaux Français, avec le cardinal Pierre De bernis, au Conclave a Saint Pierre de Rome qui se tint du 15 Février au 19 Mai 1769 qui élira le Pape Clément XIV.
Constatant les progrès de l'irréligion, il cherche à les combattre déplorant l'abandon du jeûne dans son mandement du carême 1779 et composant une Instruction pastorale contre la doctrine des incrédules et portant condamnation du Système de la Nature du baron d'Holbach (1770). Il protège le parti des Feuillants, anti-jansénistes  modérés.
À Sens, Il s'occupe activement de son archidiocèse, multipliant les visites paroissiales, comme en 1761 où il effectue une visite générale au cours de laquelle il nomme l'abbé Blaise Bégon à la cure de Quarré-les-Tombes.
En 1762, il est à l'origine, avec le chapitre, de la superbe grille qui orne aujourd'hui le chœur de la cathédrale ; œuvre du serrurier parisien Guillaume Doré, elle est ornée des armes du cardinal. Il dotera aussi, semble-t-il, la cathédrale d'une statue de la « Vierge à l'enfant » située dans la chapelle de la Vierge.

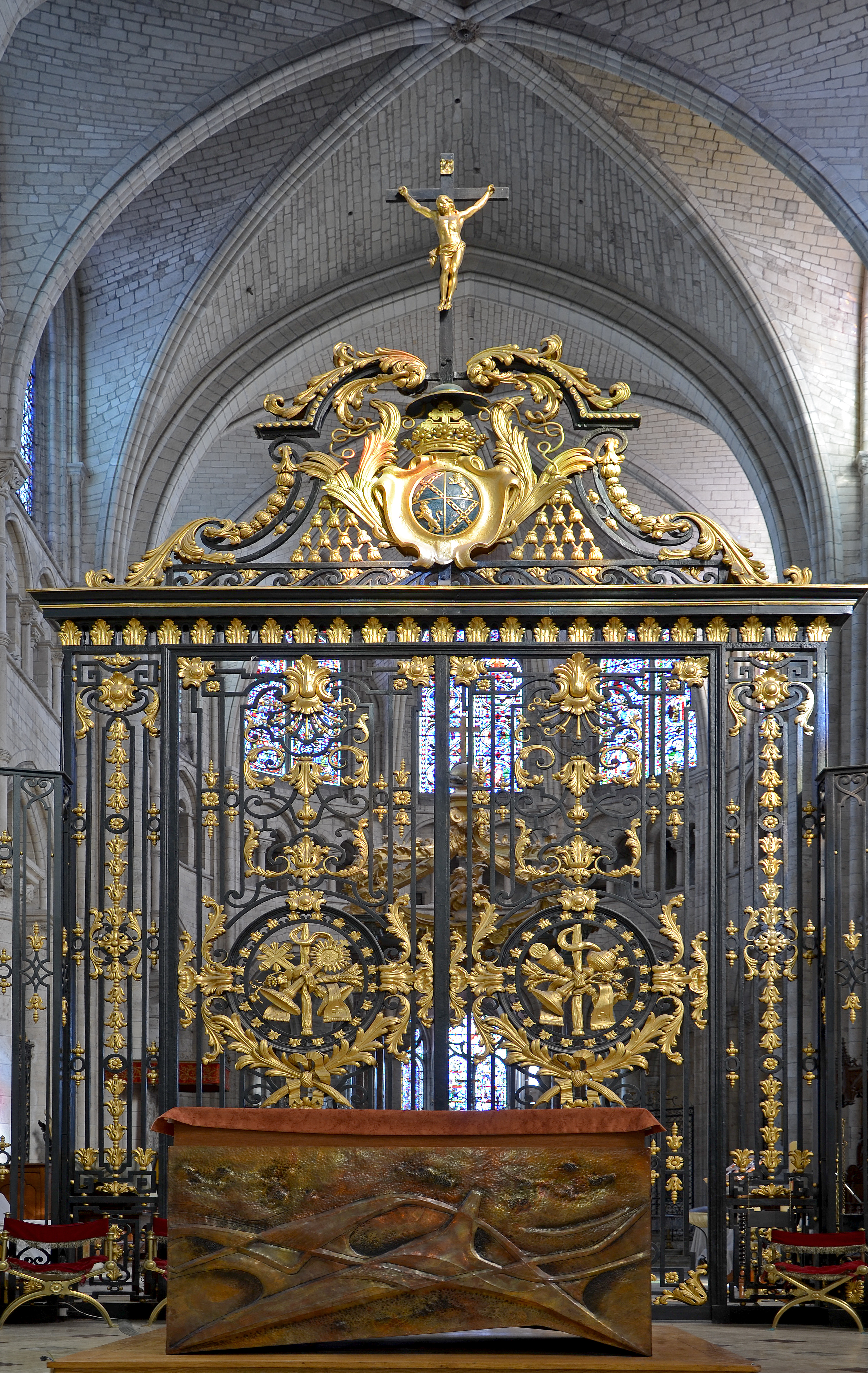
Les grilles du chœur.
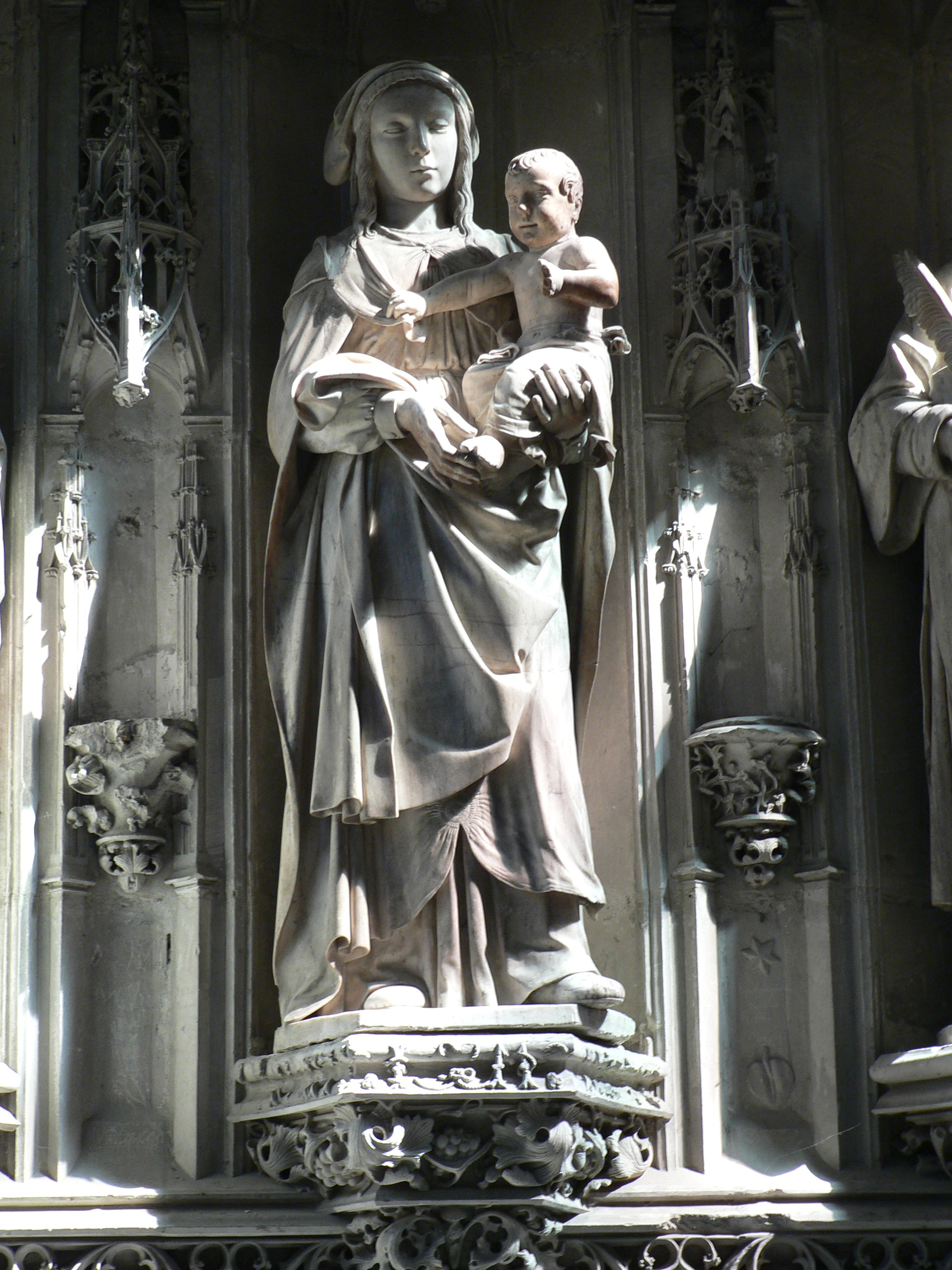
Vierge à l'enfant.

### L'homme de cour

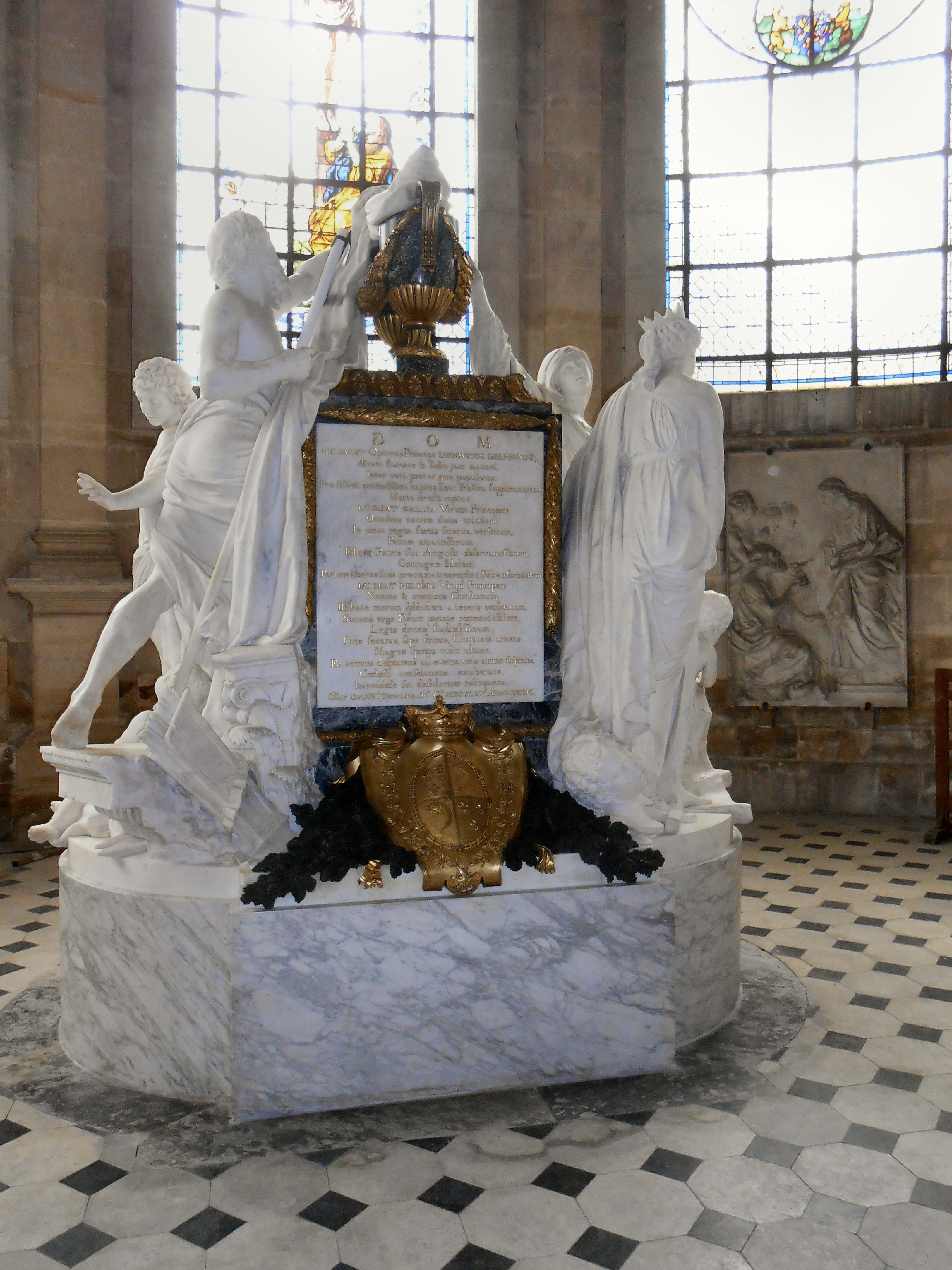
Mausolée du dauphin et de son épouse.

Faisant partie, avec son frère, Charles Philippe d'Albert de Luynes, 4e duc de Luynes, du cercle de la reine  Marie Leszczynska, il est élu membre de l'Académie française en 1743 alors qu'il n'était encore qu'évêque de Bayeux. Il succède au cardinal de Fleury, et c'est grâce à l'intervention royale qu'il est préféré à Voltaire.
Il est ensuite nommé premier aumônier de la dauphine Marie-Josèphe (mère de Louis XVI, Louis XVIII et Charles X), et devient ami du dauphin Louis (père du futur Louis XVI) qu'il assiste dans ses derniers moments en 1765 au château de Fontainebleau.
Le dauphin Louis et son épouse décédée deux ans plus tard seront enterrés dans la cathédrale de Sens et leur tombeau sera mis en place en 1777. 
Il sera nommé commandeur de l'ordre du Saint-Esprit le 1er janvier 1759.

### L'homme de science
Pendant son épiscopat à Bayeux, il protège l'académie des sciences, arts et belles-lettres de Caen ; de 1731 à 1753, sa résidence caennaise abrite les séances de l'académie dont l'abbé Outhier fera partie. 
Grand amateur d'astronomie et de physique, il réalise plusieurs observations astronomiques importantes :
- à Bayeux et Sommervieu, résidence d'été de l'évêque : il observe le ciel avec l'abbé Outhier  son secrétaire qui fera, dans ces années-là, le « Voyage au Nord » avec Pierre Louis Moreau de Maupertuis ;
- à Sens et Noslon, résidence d'été de l'archevêque ;
- à Fontainebleau et dans l'hôtel de Luynes à Versailles.

Nommé archevêque de Sens en 1753, membre honoraire de l'Académie des Sciences en 1755, cardinal en 1756, il est à l'époque « élève » de l'abbé La Caille qui lui présentera Bailly. Répondant à une invitation du cardinal, ce dernier viendra à Noslon « mettre son observatoire en état » et ils y feront des observations qui seront publiées. 

#### Travaux publiés
Ses observations et travaux sont publiés dans les recueils de l’Académie des sciences  entre 1743 et 1777.
| Année | Objet                                                | Lieu                   | Instrument                                                                      |
| ----- | ---------------------------------------------------- | ---------------------- | ------------------------------------------------------------------------------- |
| 1743  | Éclipse de Lune                                      | Bayeux                 | Lunette type ?                                                                  |
| 1744  | Éclipse de Jupiter par la Lune                       | Sommervieu             | Lunette de 18 palmes romaines (4 m)                                             |
| 1759  | Comète de Halley                                     | Sens ?                 | Lunette de 7 pieds (2,25 m)                                                     |
| 1760  | Éclipse de Soleil                                    | Sens                   | Lunette de 7 pieds (2,25 m).                                                    |
| 1761  | Passage de Vénus sur le Soleil                       | Sens                   | Lunette de 2,5 pieds de foyer, télescope tel une lunette de 6,5 pieds de foyer. |
| 1764  | Éclipse de Lune (avec Bailly)                        | Noslon                 | Lunette de 9 pieds et télescope tel une lunette de 6 pieds.                     |
| 1764  | Éclipse annulaire de Soleil (avec Bailly)            | Noslon                 | Lunette de 2,5 pieds de foyer.                                                  |
| 1765  | Essais d'un demi-cercle astronomique (participation) | Observatoire de Paris. |                                                                                 |
| 1765  | Essais sur les baromètres                            | -                      |                                                                                 |
| 1766  | Éclipse de Soleil                                    | Versailles             | Télescope tel une lunette de 6,5 pieds.                                         |
| 1772  | Éclipse de Lune                                      | Fontainebleau          | Télescope de grossissement x33.                                                 |
| 1773  | Éclipse de Lune                                      | Noslon                 | Lunette de 2,5 pieds de foyer et Télescope de grossissement x56.                |
| 1777  | Taches solaires (faits de M. Boscovich)              | Noslon                 | Lunette de 2,5 pieds de foyer et grand télescope probables.                     |

Pour mener à bien des observations astronomiques, il est nécessaire d'enregistrer les instants où elles ont lieu. À cette époque, le passage obligé est l'emploi de méridiennes qui permettent d'appréhender l'heure solaire du lieu avec précision, à l'aide de pendules à secondes. On trouve trace des méridiennes de Luynes sur tous ses sites d'observations : à Bayeux, Sommervieu, Sens, Noslon, Versailles. Les méridiennes des trois dernières résidences sont à fil, fleuron technologique de l'époque.

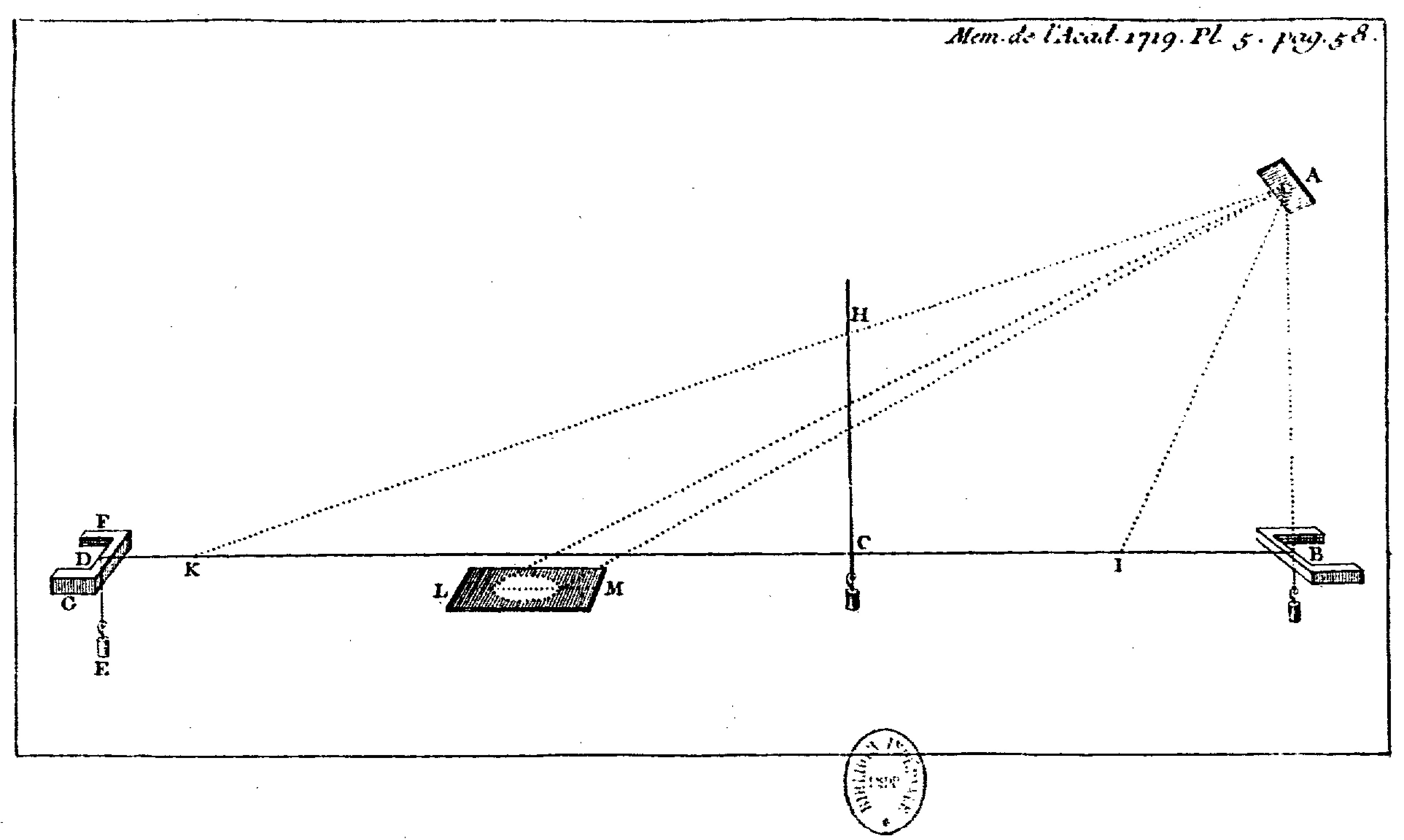
Schéma d'une méridienne à fil, Delisle, 1718.

Parmi les observations astronomiques, les éclipses de Lune (ici au nombre de quatre) sont intéressantes pour déterminer la longitude mais, l'observation la plus complète est celle du passage de Vénus sur le Soleil qui a lieu le 6 juin 1761. Cet évènement astronomique était attendu au plan international et, en France, le cardinal de Luynes est cité pour avoir obtenu un des meilleurs résultats, au même titre que Lalande, Granjean de Fouchy, la Condamine, le Monnier, Maraldi, la Caille, etc.

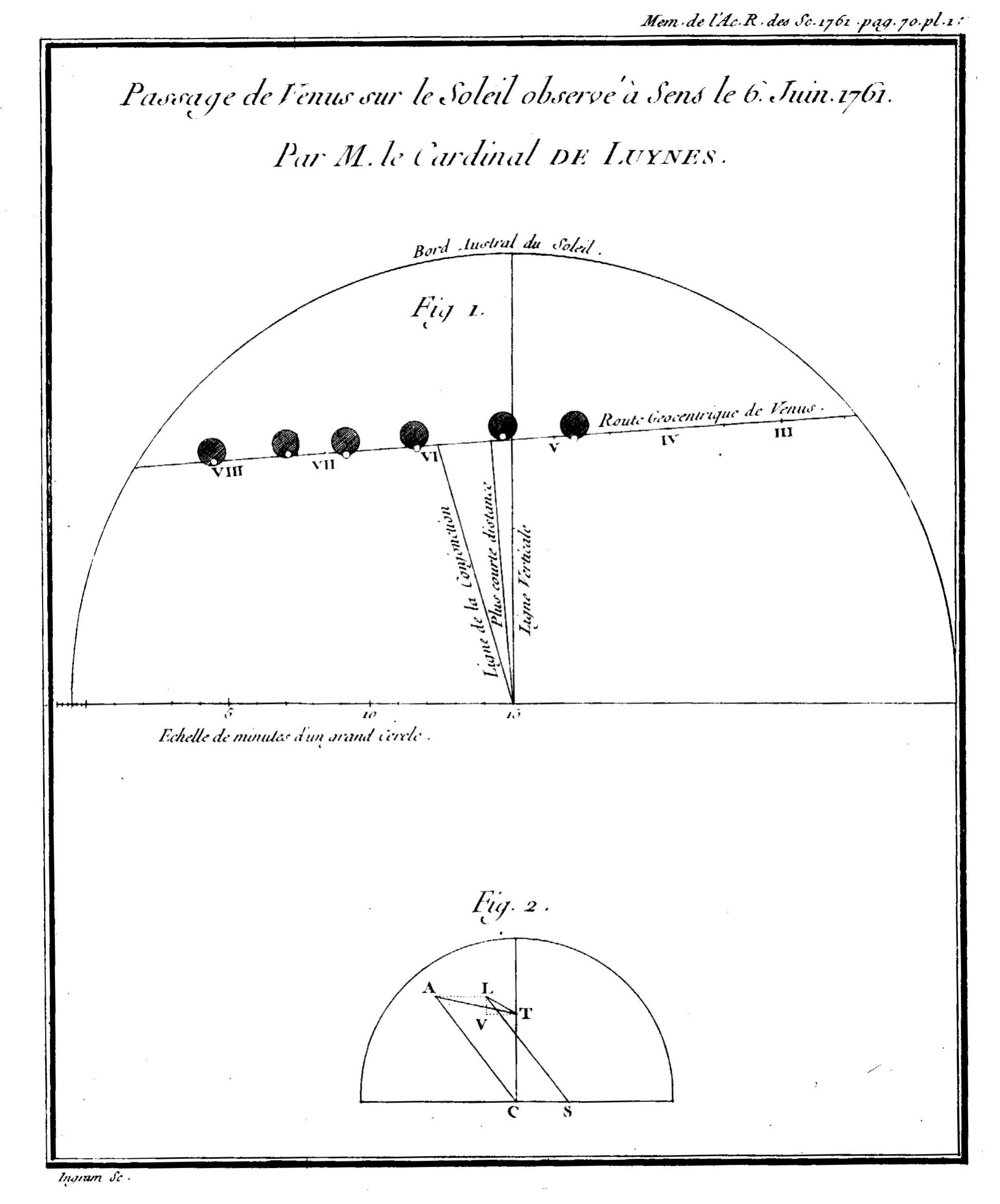
Observations du passage de Vénus sur le Soleil par le cardinal le 6 juin 1761.

Dans le domaine de la physique, il possède des laboratoires, réalise des études innovantes et  publie un mémoire sur les propriétés du mercure dans les baromètres (1768), mémoire qui n'est pas sans rappeler les plans d'expériences utilisés de nos jours.
Le cardinal est aussi connu pour un anneau astronomique qu'il « a perfectionné et fait construire sous ses yeux pour son usage particulier, par le sieur [Jacques Nicolas] Baradelle, ingénieur pour les instruments de mathématiques, à Paris ». 
Cet instrument a fait l'objet d'une description sur plus d'une dizaine de pages dans un livre de gnomonique de Bedos de Celles publié en 1774 , . L'anneau du cardinal est considéré aujourd'hui, comme le plus abouti de ce type d'instrument.  

L'anneau astronomique du cardinal de Luynes
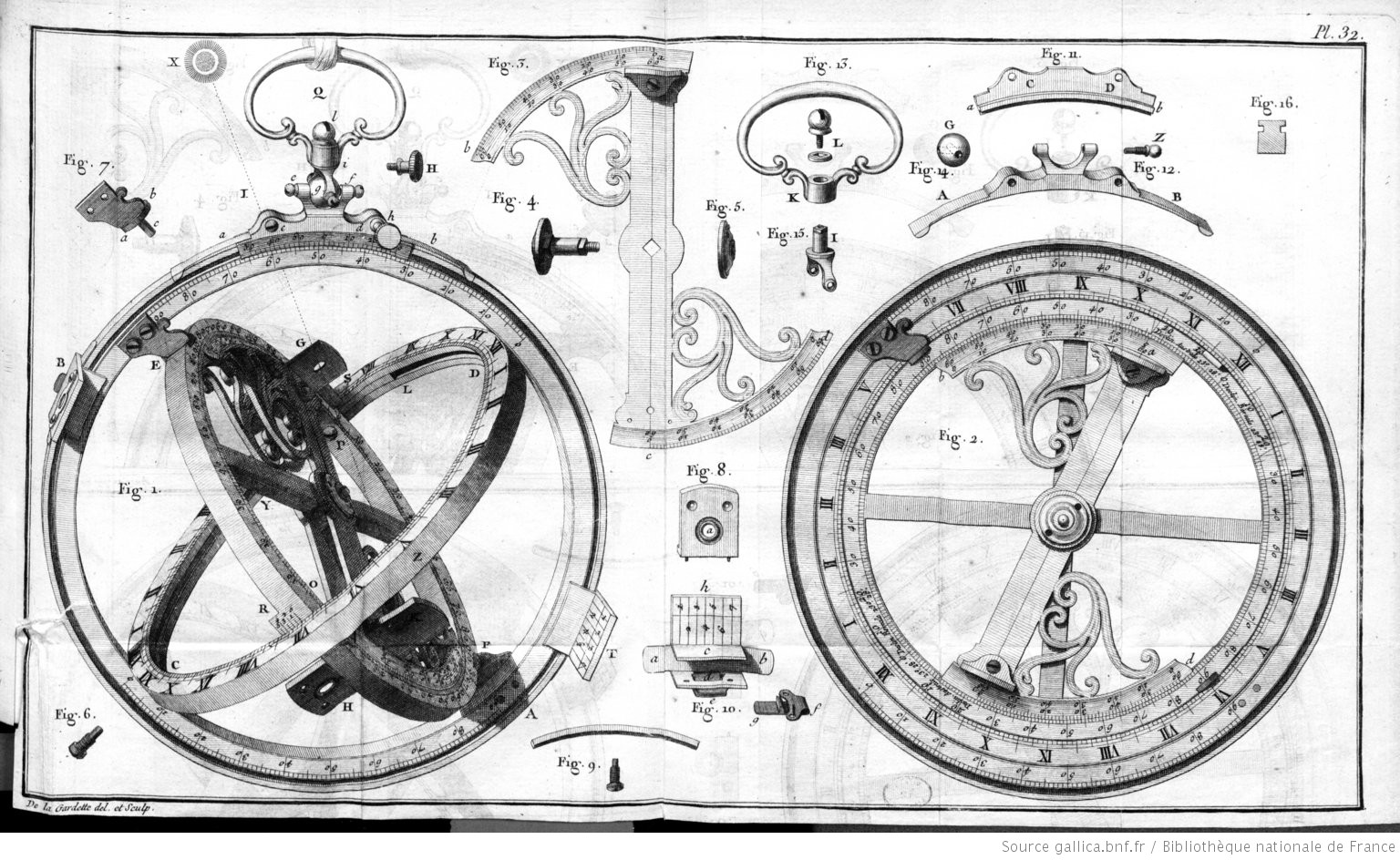
Vue d'ensemble.
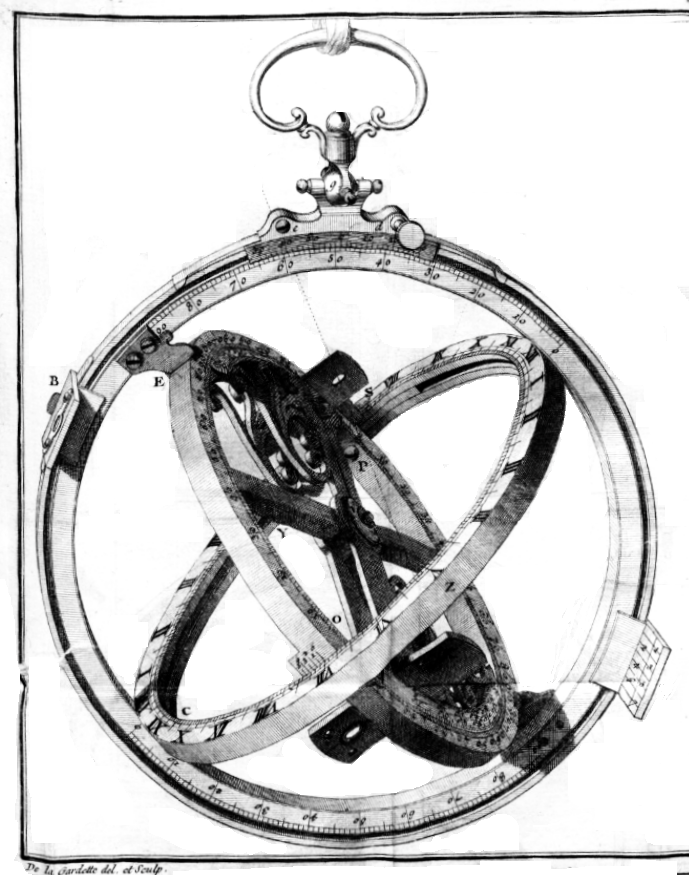
Vue en position d'usage.
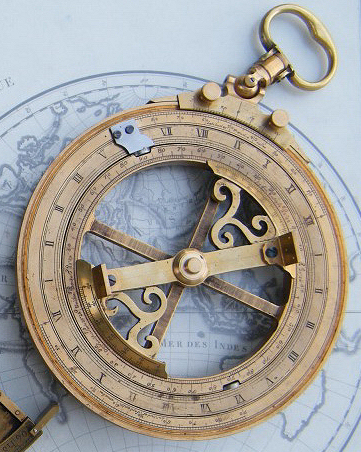
Vue en position repliée.

## Armoiries

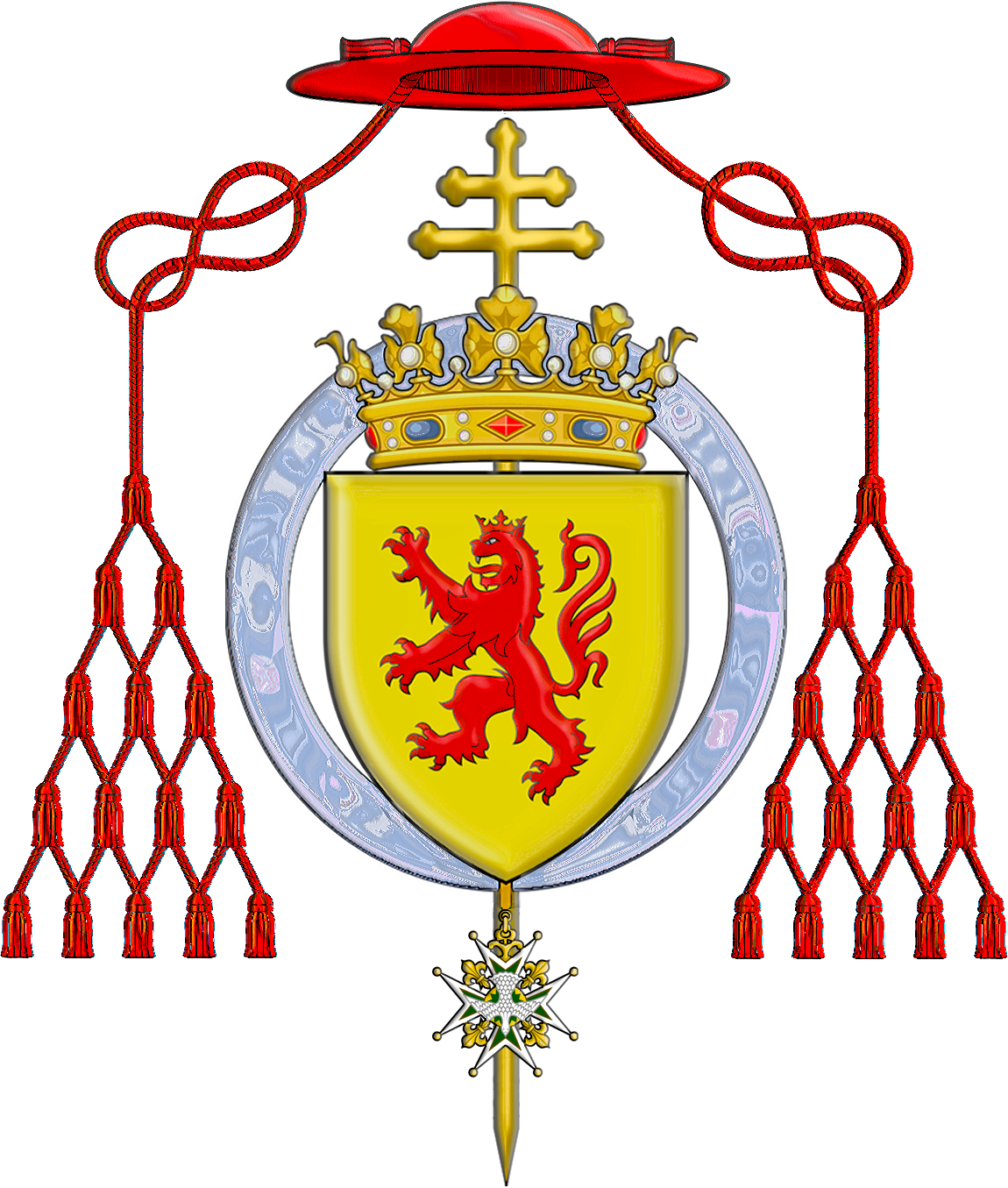
Armoiries du cardinal de Luynes

- Ecu : D'or, au lion couronné et lampassé de gueules (qui est d'Albert)[24] ;
- Chapeau de cardinal ;
- Couronne : de duc ;
- Cordon de commandeur de l'ordre du Saint-Esprit.